# Кессвіль
Кессвіль (нім. Kesswil) — громада  в Швейцарії в кантоні Тургау, округ Арбон.

## Географія
Громада розташована на відстані близько 160 км на північний схід від Берна, 32 км на схід від Фрауенфельда.
Кессвіль має площу 4,5 км², з яких на 16,3% дозволяється будівництво (житлове та будівництво доріг), 54,4% використовуються в сільськогосподарських цілях, 29% зайнято лісами, 0,2% не є продуктивними (річки, льодовики або гори).

## Демографія
2019 року в громаді мешкало 999 осіб (-0,1% порівняно з 2010 роком), іноземців було 17,5%. Густота населення становила 223 осіб/км².
За віковим діапазоном населення розподілялося таким чином: 22,1% — особи молодші 20 років, 55,1% — особи у віці 20—64 років, 22,8% — особи у віці 65 років та старші. Було 412 помешкань (у середньому 2,4 особи в помешканні).
Із загальної кількості 451 працюючого 88 було зайнятих в первинному секторі, 187 — в обробній промисловості, 176 — в галузі послуг.